# Pałac w Jabłonnie (powiat leszczyński)
Pałac w Jabłonnie – zabytkowy pałac w Jabłonnie w powiecie leszczyńskim.
Pałac zbudowany w 1901. Nad oknami pierwszego piętra prawej ściany szczytowej kartusz z herbem budowniczego Theodora Joachima von Loesch (1876-1950)  i szarfą z napisem Anno 1901, mówiącym o dacie budowy. Na słupach bramy wjazdowej herby Theodora Joachima von Loesch (1876-1950) i jego żony Marii von Goßler (1881-1956), z którą wziął ślub w  1904. W pałacu po II wojnie mieściły się biura PGR-u i mieszkania, a także 4-klasowa szkoła podstawowa. Stan techniczny już od kilkunastu lat jest zły. Zdewastowany, popada w ruinę.
Obiekt jest częścią zespołu pałacowo-folwarcznego, w skład którego wchodzą jeszcze:
- spichrz, obecnie magazyn z połowy XIX w.
- stajnia i chlewnia z 1895
- stajnia z częścią mieszkalną z 1900
- obora, z czwartej ćwierci XIX w.
- partie ogrodzenia z trzema bramami wjazdowymi z początku XX w.
- park z XIX/XX w.[7][3]

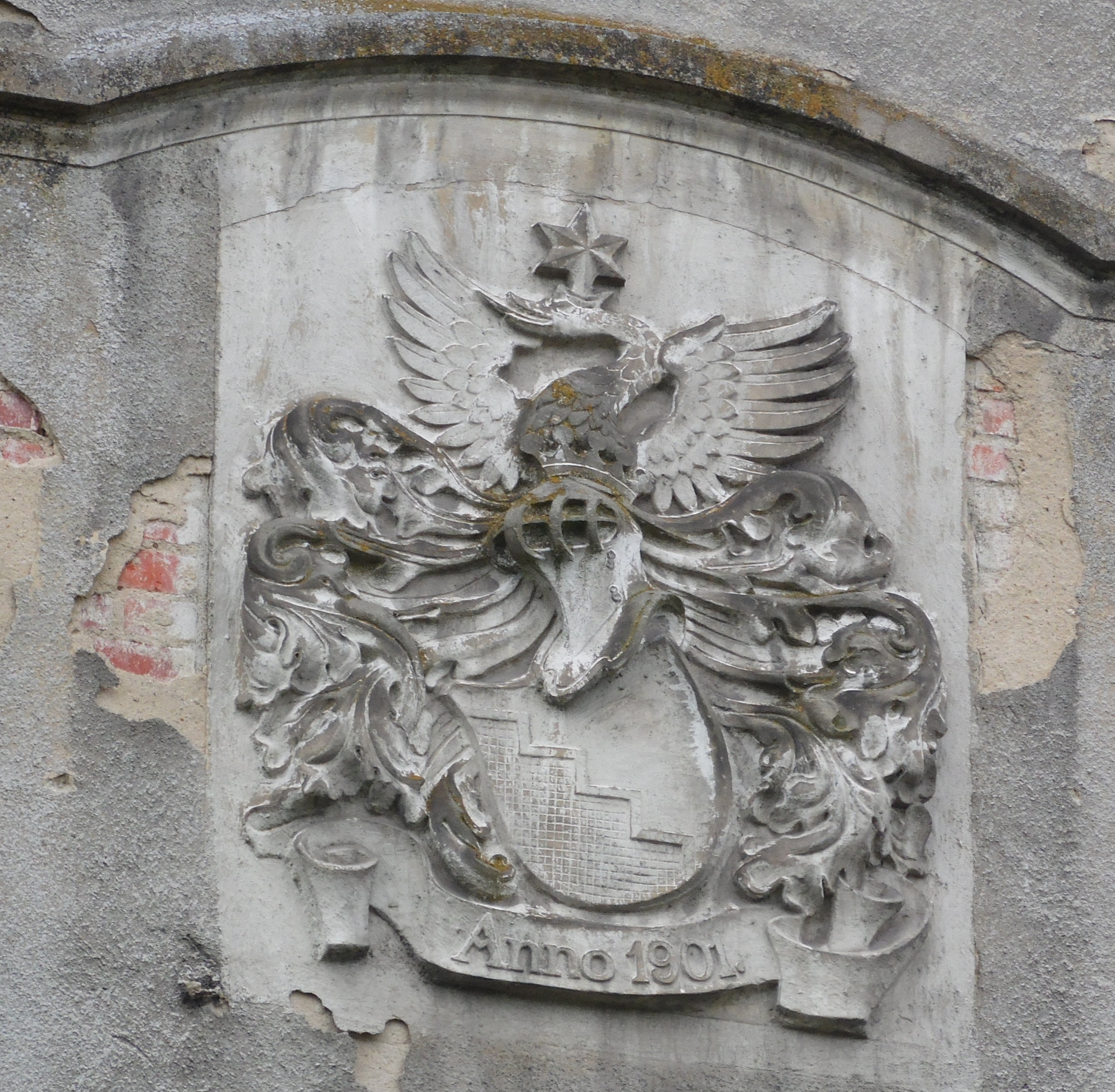
Herb Loesch na ścianie
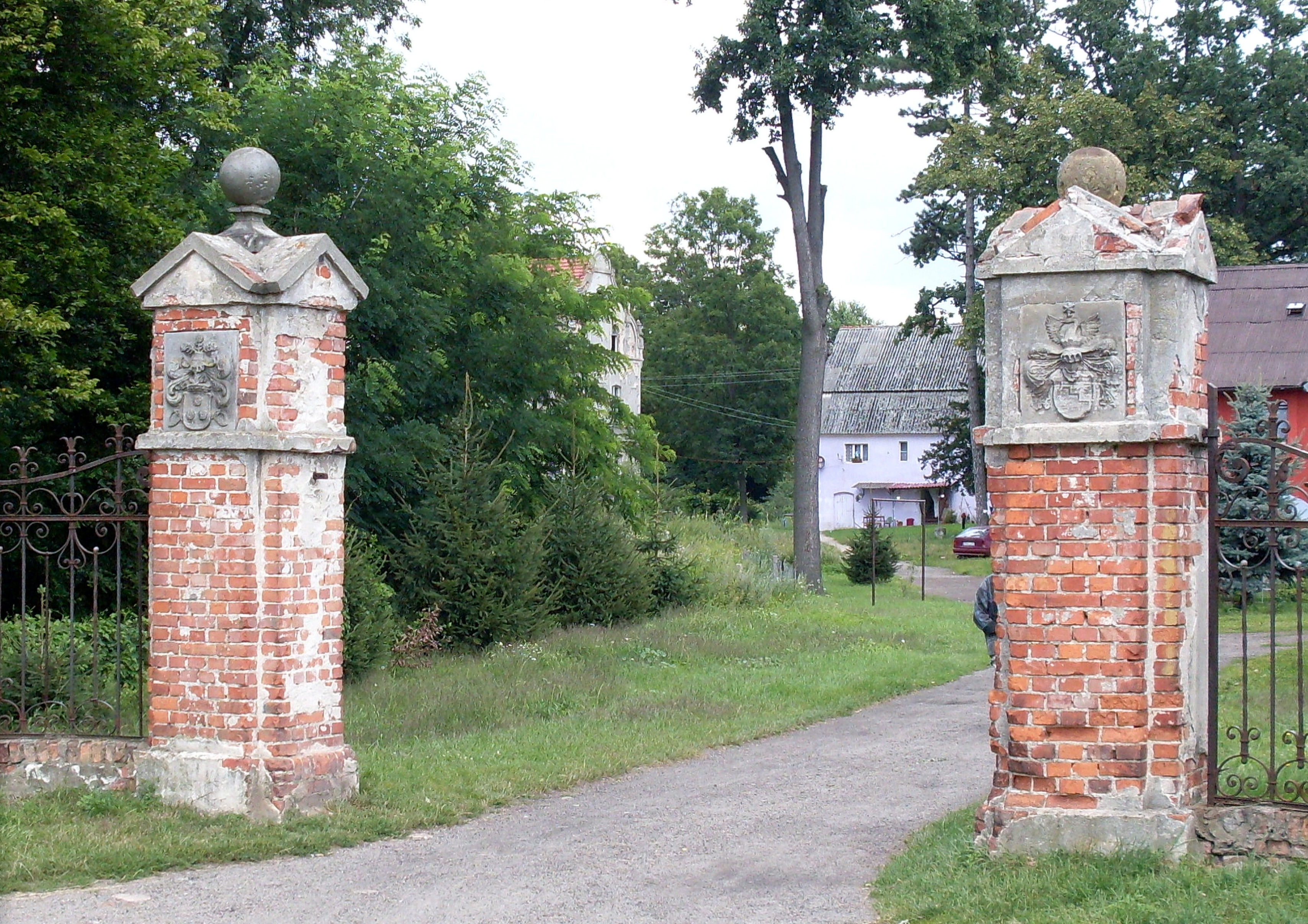
Brama, herby Goßler (L), Loesch (P)
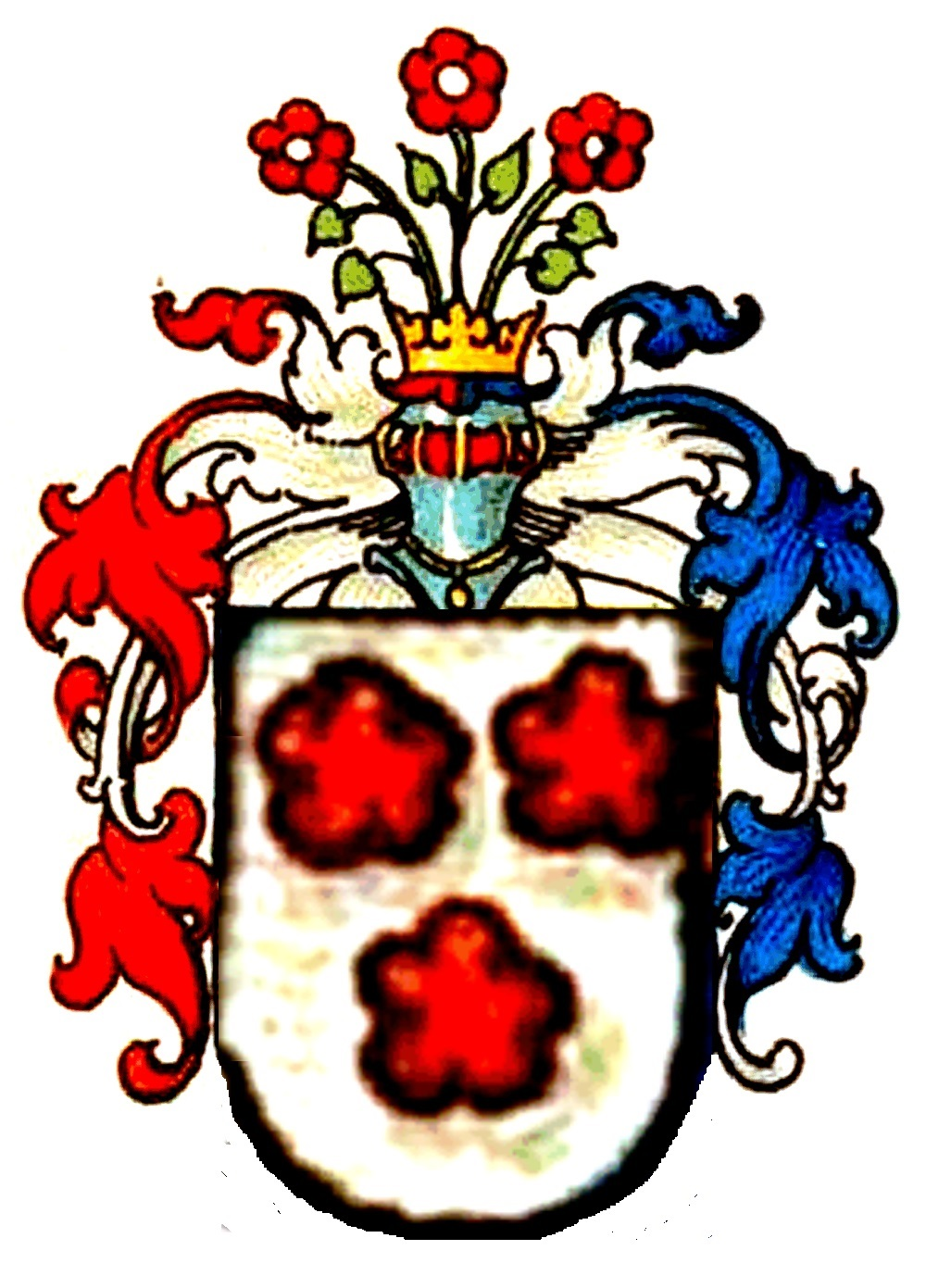
Herb Marii Goßler
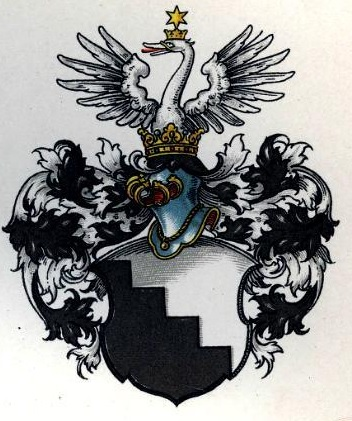
Herb Theodora Loesch